# 世界自転車選手権男子追い抜き歴代優勝者
世界自転車選手権男子追い抜き歴代優勝者（せかいじてんしゃせんしゅけんだんしおいぬきれきだいゆうしょうしゃ）は個人並びに団体の追い抜き種目における優勝者及び3位まで入賞した選手を一覧にしたものである。

## 個人追い抜き
| 年                  | 優勝者                               | 2位                              | 3位                                |
| 1946                | ヘリット・ペータース                 | ロジェ・ピエル                   | アーネ＝ウェルナー・ペダーセン     |
| 1947                | ファウスト・コッピ                   | アントニオ・ベヴィラクア         | ユーゴ・コブレ                     |
| 1948                | ヘリット・スヒュルト                 | ファウスト・コッピ               | アントニオ・ベヴィラクア           |
| 1949                | ファウスト・コッピ                   | リュシアン・ジエン               | ウィム・ファン・エスト             |
| 1950                | アントニオ・ベヴィラクア             | ウィム・ファン・エスト           | ポール・マトオリ                   |
| 1951                | アントニオ・ベヴィラクア             | ユーゴ・コブレ                   | カイ＝ウェルナー・ニールセン       |
| 1952                | シドニー・パターソン                 | アントニオ・ベヴィラクア         | リュシアン・ジエン                 |
| 1953                | シドニー・パターソン                 | カイ＝ウェルナー・ニールセン     | アントニオ・ベヴィラクア           |
| 1954                | ギド・メッシーナ                     | ユーゴ・コブレ                   | リュシアン・ジエン                 |
| 1955                | ギド・メッシーナ                     | レネ・シュトレーラー             | ウィム・ファン・エスト             |
| 1956                | ギド・メッシーナ                     | ジャック・アンクティル           | カイ＝ウェルナー・ニールセン       |
| 1957                | ロジェ・リヴィエール                 | アルベール・ブヴェ               | ギド・メッシーナ                   |
| 1958                | ロジェ・リヴィエール                 | レアンドロ・ファッジン           | フランコ・ガンディーニ             |
| 1959                | ロジェ・リヴィエール                 | アルベール・ブヴェ               | ジャン・ブランカールト             |
| 1960                | ルディ・アルティヒ                   | ウィリー・トレップ               | エルコーレ・バルディーニ           |
| 1961                | ルディ・アルティヒ                   | ウィリー・トレップ               | レアンドロ・ファッジン             |
| 1962                | ヘンク・ナイダム                     | レアンドロ・ファッジン           | ペーター・ポスト                   |
| 1963                | レアンドロ・ファッジン               | ペーター・ポスト                 | ヘンク・ナイダム                   |
| 1964                | フェルディナント・ブラック           | レアンドロ・ファッジン           | エルコーレ・バルディーニ           |
| 1965                | レアンドロ・ファッジン               | フェルディナント・ブラック       | ディター・ケンパー                 |
| 1966                | レアンドロ・ファッジン               | フェルディナント・ブラッケ       | ディター・ケンパー                 |
| 1967                | ティメン・フルン                     | ヒュー・ポーター                 | レアンドロ・ファッジン             |
| 1968                | ヒュー・ポーター                     | オーレ・リッター                 | レアンドロ・ファッジン             |
| 1969                | フェルディナント・ブラック           | ヒュー・ポーター                 | ペーター・ポスト                   |
| 1970                | ヒュー・ポーター                     | ロレンツォ・ボジージオ           | シャルリー・グロスコス             |
| 1971                | ディルク・バールト                   | シャルリー・グロスコス           | ヒュー・ポーター                   |
| 1972                | ヒュー・ポーター                     | フェルディナン・ブラック         | ディルク・バール                   |
| 1973                | ヒュー・ポーター                     | レネ・パイネン                   | フェルディナン・ブラック           |
| 1974                | ロイ・スヒュイテン                   | フェルディナン・ブラック         | レネ・パイネン                     |
| 1975                | ロイ・スヒュイテン                   | ヌット・ヌードセン               | ディルク・バールト                 |
| 1976                | フランチェスコ・モゼール             | ロイ・スヒュイテン               | ヌット・ヌードセン                 |
| 1977                | グレゴール・ブラウン                 | ヌット・ヌードセン               | スティーブ・ヘファーナン           |
| 1978                | グレゴール・ブラウン                 | ロイ・スヒュイテン               | ジャン＝リュク・ファンデンブルック |
| 1979                | ベルト・オーステルボス               | フランチェスコ・モゼール         | ヘルマン・ポンステーン             |
| 1980                | アンソニー・ドイル                   | ヘルマン・ポンステーン           | ハンス＝ヘンリック・エーステッド   |
| 1981                | アレン・ボンデュー                   | ハンス＝ヘンリック・エーステッド | ベルト・オーステルボス             |
| 1982                | アレン・ボンデュー                   | ハンス＝ヘンリック・エーステッド | マウリツィオ・ビディノスト         |
| 1983                | スティール・ビショップ               | ロベルト・ディルブンディ         | ハンス＝ヘンリック・エーステッド   |
| 1984                | ハンス＝ヘンリック・エーステッド     | アンソニー・ドイル               | ジャン＝リュク・ファンデンブルック |
| 1985                | ハンス＝ヘンリック・エーステッド     | アンソニー・ドイル               | グレゴール・ブラウン               |
| 1986                | アンソニー・ドイル                   | ハンス＝ヘンリック・エーステッド | イェスパー・ヴォレ                 |
| 1987                | ハンス＝ヘンリック・エーステッド     | イェスペル・ヴォレ               | アンソニー・ドイル                 |
| 1988                | レフ・ピアセツキ                     | アンソニー・ドイル               | イェスパー・ヴォレ                 |
| 1989                | コリン・スタージェス                 | ディーン・ウッズ                 | レジ・クレール                     |
| 1990                | ビアチェスラフ・エキモフ             | フランシス・モロー               | アルマン・ド・ラ・キュエヴァ       |
| 1991                | フランシス・モロー                   | ショーン・ウォーレンス           | コリン・スタージェス               |
| 1992                | マイク・マッカーシー                 | ショーン・ウォーレンス           | アルトゥラス・カスプティス         |
| 1993                | グレアム・オブリー                   | フィリップ・エルムノー           | クリス・ボードマン                 |
| 1994                | クリス・ボードマン                   | フランシス・モロー               | イェンス・レーマン                 |
| 1995                | グレアム・オブリー                   | アンドレア・コッリネッリ         | スチュアート・オグレディ           |
| 1996                | クリス・ボードマン                   | アンドレア・コッリネッリ         | フランシス・モロー                 |
| 1997                | フィリップ・エルムノー               | アレクセイ・マルコフ             | アンドレア・コッリネッリ           |
| 1998                | フィリップ・エルムノー               | フランシス・モロー               | ロベルト・バルトコ                 |
| 1999                | ロベルト・バルトコ                   | イェンス・レーマン               | マウロ・トレンティーニ             |
| 2000                | イェンス・レーマン                   | シュテファン・シュタインヴェック | ロバート・ヘイルズ                 |
| 2001                | アレクサンドル・シモネンコ           | イェンス・レーマン               | シュテファン・シュタインヴェック   |
| 2002                | ブラッドリー・マギー                 | ルーク・ロバーツ                 | イェンス・レーマン                 |
| 2003                | ブラッドリー・ウィギンス             | ルーク・ロバーツ                 | セルジ・エスコバル                 |
| 2004                | セルヒ・エスコバル                   | ロバート・ヘイルズ               | ロベルト・バルトコ                 |
| 2005                | ロベルト・バルトコ                   | セルヒ・エスコバル               | レヴィ・ハイマンス                 |
| 2006                | ロベルト・バルトコ                   | イェンス・マウリス               | ポール・マニング                   |
| 2007                | ブラッドリー・ウィギンス             | ロベルト・バルトコ               | セルヒ・エスコバル                 |
| 2008                | ブラッドリー・ウィギンス             | イェンニンフ・ヒュイゼンハ       | アレクセイ・マルコフ               |
| 2009                | テイラー・フィニー                   | ジャック・ボブリッジ             | ドミニク・コルニュ                 |
| 2010                | テイラー・フィニー                   | ジェシー・サージェント           | ジャック・ボブリッジ               |
| 2011 アペルドールン | ジャック・ボブリッジ (AUS)           | ジェシー・サージェント (NZL)     | マイケル・ヘップバーン (AUS)       |
| 2012 メルボルン     | マイケル・ヘップバーン (AUS)         | ジャック・ボブリッジ (AUS)       | Westley Gough (NZL)                |
| 2013 ミンスク       | マイケル・ヘップバーン (AUS)         | マーティン・アーヴァイン (IRL)   | シュテファン・キュング (SUI)       |
| 2014 カリ           | アレクサンダー・エドモンドソン (AUS) | シュテファン・キュング (SUI)     | Marc Ryan (NZL)                    |
| 2015 イヴリーヌ     | シュテファン・キュング (SUI)         | ジャック・ボブリッジ (AUS)       | Julien Morice (FRA)                |
| 2016 ロンドン       | フィリッポ・ガンナ (ITA)             | Domenic Weinstein (GER)          | Andy Tennant (GBR)                 |
| 2017 香港           | Jordan Kerby (AUS)                   | フィリッポ・ガンナ (ITA)         | Kelland O'Brien (AUS)              |
| 2018 アペルドールン | フィリッポ・ガンナ (ITA)             | Ivo Oliveira (POR)               | Alexander Evtushenko (RUS)         |
| 2019 プルシュクフ   | フィリッポ・ガンナ (ITA)             | Domenic Weinstein (GER)          | Davide Plebani (ITA)               |
| 2020 ベルリン       | フィリッポ・ガンナ (ITA)             | アシュトン・ランビー (USA)       | コレンティン・エルムノー (FRA)     |

※1992年までプロ、1993年以降オープン。

## 団体追い抜き
| 年   | 優勝チーム | 2位 | 3位 |
| ---- | --- | --- | --- |
| 1962 | 西ドイツ Ehrenfried Rudolph Bernd Rohr Klaus May Lothar Claesges                                                                                          | デンマーク · Deut Hansen · Preben Isaksson · Kaj E. Jensen · Kurt Vid-Stein                                              | ソビエト連邦 Arnold Beljgard Leonid Kolumbet Stanislav Moskvin Viktor Romanov                                             |
| 1963 | ソビエト連邦 Arnold Belgard Sergei Teretschenkow Stanislaw Moskwin Wiktor Romanow                                                                         | 西ドイツ Lothar Claesges Clemens Grossimlinghaus Karl-Heinz Heinrichs Ernst Streng                                       | デンマーク · Deut Hansen · Preben Isaksson · Leif Larsen · Kurt Vid-Stein                                                 |
| 1964 | 西ドイツ Lothar Claesges Karl Link Karl-Heinz Heinrichs Ernst Streng                                                                                      | イタリア Attilio Benfatto Vincenzo Mantovani Carlo Rancati Franco Testa                                                  | ソビエト連邦 Arnold Beljgard Nikolaï Kolumbet Stanislav Moskvin Sergeï Teretschenkov                                      |
| 1965 | ソビエト連邦 Stanislaw Moskwin Sergei Teretschenkow Michail Koljuschow Leonid Wukolow                                                                     | イタリア Cipriano Chemello, Vincenzo Mantovani Aroldo Spadoni Luigi Roncaglia                                            | チェコスロバキア Jiri Daler Milan Puzrla Frantisek Rezak Milos Jelinek                                                    |
| 1966 | イタリア Cipriano Chemello Antonio Castello Luigi Roncaglia Gino Pancini                                                                                  | 西ドイツ Karl-Heinz Henrichs Herbert Honz Jürgen Kissner Karl Link                                                       | チェコスロバキア Jiri Daler Milan Puzrla Frantisek Rezak Milos Jelinek                                                    |
| 1967 | ソビエト連邦 Stanislav Moskwin Michail Koljuschow Wiktor Bykow Dzintars Latsis                                                                            | イタリア Cipriano Chemello Antonio Castello Luigi Roncaglia Gino Pancini                                                 | 西ドイツ Karl-Heinz Henrichs Rainer Podlesch Jürgen Kissner Karl Link                                                     |
| 1968 | イタリア Cipriano Chemello Lorenzo Bosisio Giorgio Morbiato Luigi Roncaglia                                                                               | アルゼンチン Carlos Alvarez Seidanes Juan Alves Gordon Ernesto Contreras Vasquez Juan-Alberto Merlos Toledo              | スウェーデン · Erik Pettersson · Tomas Pettersson · Gösta Pettersson · Josef Ripfel                                       |
| 1969 | ソビエト連邦 Stanislav Moskwin Wladimir Kusnezow Wiktor Bykok Sergei Kuskow                                                                               | イタリア Pietro Algeri Giacomo Bazzan Giorgio Morbiato Antonio Castello                                                  | フランス Claude Buchon Bernard Darmet René Grignon Daniel Rebillard                                                       |
| 1970 | 西ドイツ (Günter Haritz, Peter Vonhof, Hans Lutz, Günter Schumacher)                                                                                      | 東ドイツ (Thomas Huschke, Heinz Richter, Herbert Richter, Manfred Ulbricht)                                              | ソビエト連邦 (Stanislav Moskvin, Vladimir Kusnetsov, Viktor Bykov, Boris Semjonez)                                        |
| 1971 | イタリア (Pietro Algeri, Giacomo Bazzan, Giorgio Morbiato, Luciano Borgognoni)                                                                            | 東ドイツ (Thomas Huschke, Heinz Richter, Herbert Richter, Uwe Unterwalder)                                               | 西ドイツ (Günter Haritz, Udo Hempel, Peter Vonhof, Jürgen Colombo)                                                        |
| 1972 | ミュンヘンオリンピック開催年のため実施せず | ミュンヘンオリンピック開催年のため実施せず                                                                               | ミュンヘンオリンピック開催年のため実施せず                                                                                |
| 1973 | 西ドイツ (Günter Schumacher, Peter Vonhof, Hans Lutz, Günter Haritz)                                                                                      | イギリス (Michael Bennett, Richard Evans, Ian Hallam, William Moore)                                                     | オランダ (Gerrie Fens, Peter Nieuwenhuis, Hermann Ponsteen, Roy Schuiten)                                                 |
| 1974 | 西ドイツ (Günter Schumacher, Peter Vonhof, Hans Lutz, Dietrich Thurau)                                                                                    | 東ドイツ (Thomas Huschke, Heinz Richter, Uwe Unterwalder, Klaus-Jürgen Grünke)                                           | チェコスロバキア (Dolezal, Kocek, Michal Klasa, Dohnal)                                                                   |
| 1975 | 西ドイツ (Günter Schumacher, Peter Vonhof, Hans Lutz, Gregor Braun)                                                                                       | ソビエト連邦 (Vladimir Osokin, Vitali Petrakov, Sokolov, Petrov)                                                         | 東ドイツ (Norbert Dürpisch, Thomas Huschke, Uwe Unterwalder, Klaus-Jürgen Grünke)                                         |
| 1976 | モントリオールオリンピック開催年のため実施せず | モントリオールオリンピック開催年のため実施せず                                                                           | モントリオールオリンピック開催年のため実施せず                                                                            |
| 1977 | 東ドイツ (Norbert Dürpisch, Gerald Mortag, Matthias Wiegand, Volker Winkler)                                                                              | 西ドイツ (Günter Schumacher, Peter Vonhof, Hans Lutz, Henry Rincklin)                                                    | スイス (Robert Dill-Bundi, Daniel Gisiger, Hans Kaenel, Walter Baumgartner)                                               |
| 1978 | 東ドイツ (Uwe Unterwalder, Gerald Mortag, Matthias Wiegand, Volker Winkler)                                                                               | ソビエト連邦 (Wladimir Osokin, Wassili Ehrlich, Witali Petrakow, Igor Pilipenko)                                         | スイス (Robert Dill-Bundi, Urs Freuler, Hans Kaenel, Walter Baumgartner)                                                  |
| 1979 | 東ドイツ (Lutz Haueisen, Gerald Mortag, Axel Grosser, Volker Winkler)                                                                                     | ソビエト連邦 (Wiktor Manakow, Wassili Ehrlich, Wladimir Osokin, Witali Petrakow)                                         | イタリア (Maurizio Bidinost, Pierangelo Bincoletto, Silvestro Milani, Sandro Callari)                                     |
| 1980 | モスクワオリンピック開催年のため実施せず | モスクワオリンピック開催年のため実施せず                                                                                 | モスクワオリンピック開催年のため実施せず                                                                                  |
| 1981 | 東ドイツ (Detlef Macha, Bernd Dittert, Axel Grosser, Volker Winkler)                                                                                      | ソビエト連邦 (Alexander Krasnow, Wassili Ehrlich, Wladimir Osokin, Witali Petrakow)                                      | チェコスロバキア (Martin Penc, Ales Trcka, Frantisek Rabon, Jiri Pokorny)                                                 |
| 1982 | ソビエト連邦 (Konstantin Krawzow, Alexander Krasnow, Waleri Nowtschan, Sergei Nikitenko)                                                                  | 西ドイツ (Roland Günther, Gerhard Strittmatter, Axel Bokeloh, Michael Marx)                                              | 東ドイツ (Detlef Macha, Mario Hernig, Gerald Buder, Volker Winkler)                                                       |
| 1983 | 西ドイツ (ロルフ・ゴルツ, Detlef Günther, Gerhard Strittmatter, Michael Marx)                                                                             | 東ドイツ (Carsten Wolf, Mario Hernig, Bernd Dittert, Hans-Joachim Pohl)                                                  | チェコスロバキア (Pavel Soukop, Ales Trcka, Frantisek Rabon, Robert Sterba)                                               |
| 1984 | ロサンゼルスオリンピック開催年のため実施せず | ロサンゼルスオリンピック開催年のため実施せず                                                                             | ロサンゼルスオリンピック開催年のため実施せず                                                                              |
| 1985 | イタリア (Roberto Amadio, Massimo Brunelli, Gianpaolo Grisondi, Silvio Martinello)                                                                        | ポーランド Ryszard Davidowicz, Marian Turowski, Leszek Stepniewski, Andrzej Sikorski)                                    | ソビエト連邦 (Wjatscheslaw Jekimow, Alexander Krasnow, Marat Ganejew, Wassili Schpundov)                                  |
| 1986 | チェコスロバキア (Pavel Soukop, Ales Trcka, Svatopluk Buchta, Teodor Cerny)                                                                               | 東ドイツ (Steffen Blochwitz, Dirk Meier, Bernd Dittert, Roland Hennig)                                                   | ソビエト連邦 (Wjatscheslaw Jekimow, Alexander Krasnow, Wiktor Manakow, Guintautas Umaras)                                 |
| 1987 | ソビエト連邦 (Wjatscheslaw Jekimow, Alexander Krasnow, Wiktor Manakow, Sergei Chmelinin)                                                                  | 東ドイツ (Steffen Blochwitz, Dirk Meier, Carsten Wolf, Roland Hennig)                                                    | チェコスロバキア (Pavel Soukop, Miroslav Kundera, Svatopluk Buchta, Miroslav Junec)                                       |
| 1988 | ソウルオリンピック開催年のため実施せず | ソウルオリンピック開催年のため実施せず                                                                                   | ソウルオリンピック開催年のため実施せず                                                                                    |
| 1989 | 西ドイツ (Steffen Blochwitz, Carsten Wolf, Thomas Liese, ギド・フルスト)                                                                                  | ロシア (Wjatscheslaw Jekimow, エフゲニー・ベルツィン, Dmitri Neljubin, Michail Orlov)                                    | イタリア (Marco Villa, Giovanni Lombardi, Ivan Cerioli, David Solari)                                                     |
| 1990 | ロシア (Valeri Baturo, エフゲニー・ベルツィン, Dmitri Neljubin, Alexander Gontschenkow)                                                                   | ドイツ (Michael Glöckner, Stefan Steinweg, Erik Weisspfennig, Andreas Walzer)                                            | オーストラリア (ブレット・エイトケン, Stephen McGlede, Darren Winter, Mark Kingsland)                                     |
| 1991 | ドイツ (Michael Glöckner, Stefan Steinweg, イェンス・レーマン, Andreas Walzer)                                                                            | ロシア (エフゲニー・ベルツィン, Wladislaw Bobrik, Wadim Krawtschenko, Dimitri Neljubin)                                  | オーストラリア (ブレット・エイトケン, Stephen McGlede, Shawn O'Brien, スチュアート・オグレディ)                           |
| 1992 | バルセロナオリンピック開催年のため実施せず | バルセロナオリンピック開催年のため実施せず                                                                               | バルセロナオリンピック開催年のため実施せず                                                                                |
| 1993 | オーストラリア (ブレット・エイトケン, Tim O'Shannessy, Billy Shearsby, スチュアート・オグレディ)                                                          | ドイツ (ギド・フルスト, Andreas Bach, イェンス・レーマン, Torsten Schmidt)                                               | デンマーク (Jimmi Madsen, Klaus-Kynde Nielsen, Jan-Bo Petersen, Lars-Otto Olsen)                                          |
| 1994 | ドイツ (ギド・フルスト, Andreas Bach, イェンス・レーマン, ダニーロ・ホンド)                                                                               | アメリカ合衆国 (Carl Sundquist, Dirk Copeland, Mariano Friedickx, Adam Laurent)                                          | オーストラリア ブレット・エイトケン, Tim O'Shannessy, Rodney McGee, スチュアート・オグレディ)                             |
| 1995 | オーストラリア (ブラッドリー・マギー, Tim O'Shannessy, Rodney McGee, スチュアート・オグレディ)                                                            | ウクライナ (オレクサンドル・シモネンコ, セルヒー・マトヴィエイエフ, Bohdan Bondarjew, Dimitri Tolstenkov)                | アメリカ合衆国 (Conrad Zach, Dirk Copeland, Mariano Friedickx, Matt Hamon)                                                |
| 1996 | イタリア (アンドレア・コッリネッリ, Adler Capelli, Cristiano Citton, Mauro Trentin)                                                                       | フランス (フィリップ・エルムノー, Jean-Michel Monin, フランシス・モロー, Cyril Bos)                                      | ドイツ (ギド・フルスト, Torsten Rund, Heiko Szonn, ダニーロ・ホンド)                                                      |
| 1997 | イタリア (アンドレア・コッリネッリ, Adler Capelli, Cristiano Citton, Mario Benetton)                                                                      | ウクライナ (オレクサンドル・シモネンコ, セルヒー・マトヴィエイエフ, オレクサンドル・フェデンコ, Alexander Klimenko)      | フランス (フィリップ・エルムノー, ジェローム・ヌヴィユ, Carlos Da Cruz, Franck Perque)                                    |
| 1998 | ウクライナ (オレクサンドル・シモネンコ, セルヒー・マトヴィエイエフ, オレクサンドル・フェデンコ, Alexander Klimenko)                                       | ドイツ (ギド・フルスト, ロベルト・バルトコ, Daniel Becke, Christian Lademann)                                            | イタリア(アンドレア・コリネリ,アドレール・カペッリ,クリスティアーノ・キットン, マリオ・ベネトン)                          |
| 1999 | ドイツ (ギド・フルスト, ロベルト・バルトコ, Daniel Becke, イェンス・レーマン)                                                                             | フランス (フィリップ・エルムノー, ジェローム・ヌヴィユ, フランシス・モロー, Cyril Bos)                                   | ロシア (Eduard Gritsun, アレクセイ・マルコフ, Vladislav Borisov, Denis Smyslov)                                           |
| 2000 | ドイツ (ギド・フルスト, Sebastian Siedler, Daniel Becke, イェンス・レーマン)                                                                              | イギリス (ポール・マニング, ブラッドリー・ウィギンス, クリス・ニュートン, Jonathan Clay)                                 | フランス (Damien Pommereau, ジェローム・ヌヴィユ, フィリップ・ゴーモン, Cyril Bos)                                        |
| 2001 | ウクライナ (オレクサンドル・シモネンコ, Sergeï Tscherniowsky, オレクサンドル・フェデンコ, Lubomir Polotajko)                                              | イギリス (ポール・マニング, ブラッドリー・ウィギンス, クリス・ニュートン, Bryan Steel)                                   | ドイツ (ギド・フルスト, Sebastian Siedler, Christian Bach, イェンス・レーマン)                                            |
| 2002 | オーストラリア (Peter Dawson, ブレット・ランカスター, Stephen Wooldridge, ルーク・ロバーツ)                                                               | ドイツ (ギド・フルスト, Sebastian Siedler, Christian Bach, イェンス・レーマン)                                           | イギリス (ポール・マニング, ブラッドリー・ウィギンス, クリス・ニュートン, Bryan Steel)                                    |
| 2003 | オーストラリア (グレーム・ブラウン, Peter Dawson, ブレット・ランカスター, Stephen Wooldridge)                                                             | イギリス (ロバート・ヘイルズ, ポール・マニング, Bryan Steel, ブラッドリー・ウィギンス)                                   | フランス (Fabien Merciris, ジェローム・ヌヴィユ, Franck Perque, Fabien Sanchez)                                           |
| 2004 | オーストラリア (Peter Dawson, Ashley Hutchinson, ルーク・ロバーツ, Stephen Wooldridge)                                                                    | イギリス (ロバート・ヘイルズ, ポール・マニング, クリス・ニュートン, Bryan Steel)                                         | スペイン (Carlos Castano, セルヒ・エスコバル, Asier Maeztu, Carlos Torrent)                                               |
| 2005 | イギリス (スティーヴ・カミングス, ロバート・ヘイルズ, ポール・マニング, クリス・ニュートン)                                                               | オランダ (Levi Heimans, イェンス・マウリス, ペーター・スヘプ, ニキ・テルプストラ)                                        | オーストラリア (マシュー・ゴス, Ashley Hutchinson, Mark Jamieson, Stephen Wooldridge)                                     |
| 2006 | オーストラリア ピーター・ドーソン マシュー・ゴス マーク・ジェミーソン ステフェン・ウールドリッジ                                                          | イギリス スティーヴ・カミングス ロバート・ヘイルズ ポール・マニング ジェライント・トーマス                               | ウクライナ · ヴォロディミル・デュディア · ロマン・コノネンコ · リュボミル・ポラタイコ · マクシム・ポリズュク              |
| 2007 | イギリス エド・クランシー ジェライント・トーマス ポール・マニング ブラッドリー・ウィギンス                                                                | ウクライナ · リュボミル・ポラタイコ · マクシム・ポリズュク · ヴィタリー・ポプコフ · ヴィタリ・シェドフ                   | デンマーク · カスパー・イェルゲンセン · イェンス・エリック・マードセン · ミカエル・メルケフ · アレックス・ラスムセン      |
| 2008 | イギリス エド・クランシー ジェライント・トーマス ポール・マニング ブラッドリー・ウィギンス                                                                | デンマーク Michael Færk Christensen · カスパー・イェルゲンセン · イェンス・エリック・マードセン · アレックス・ラスムセン | オーストラリア マーク・ジェミーソン グレーム・ブラウン ブラッドリー・マギー ルーク・ロバーツ                              |
| 2009 | デンマーク カスパー・イェルゲンセン · イェンス・エリック・マードセン · Michael Færk Christensen · アレックス・ラスムセン · ミカエル・メルケフ（予選のみ） | オーストラリア ジャック・ボブリッジ ロハン・デニス リー・ハワード キャメロン・マイヤー                                   | ニュージーランド Westley Gough Peter Latham Marc Ryan ジェシー・サージェント                                              |
| 2010 | オーストラリア ジャック・ボブリッジ ロハン・デニス マイケル・ヘップバーン キャメロン・マイヤー                                                            | イギリス スティーヴン・バーク エド・クランシー ベン・スウィフト Andy Tennant                                             | ニュージーランド サム・ビューリー Westley Gough Peter Latham ジェシー・サージェント                                       |
| 2011 | オーストラリア ジャック・ボブリッジ ロハン・デニス マイケル・ヘップバーン ルーク・ダーブリッジ                                                            | ロシア アレクセイ・マルコフ Evgeny Kovalev Ivan Kovalev Alexander Serov                                                  | イギリス スティーヴン・バーク ピーター・ケノー Andy Tennant Sam Harrison                                                  |
| 2012 | イギリス エド・クランシー ピーター・ケノー スティーヴン・バーク ゲラント・トーマス Andy Tennant（予選のみ）                                               | オーストラリア グレン・オシェイ ジャック・ボブリッジ ロハン・デニス マイケル・ヘップバーン                               | ニュージーランド アーロン・ゲイト サム・ビューリー Westley Gough Marc Ryan                                                |
| 2013 | オーストラリア グレン・オシェイ アレクサンダー・エドモンドソン マイケル・ヘップバーン Alexander Morgan                                                    | イギリス スティーヴン・バーク エド・クランシー Samuel Harrison Andrew Tennant                                            | デンマーク · ラーセ・ノーマン・ハンセン · Casper von Folsach · Mathias Møller · Rasmus Christian Quaade                   |
| 2014 | オーストラリア グレン・オシェイ アレクサンダー・エドモンドソン Mitchell Mulhern Luke Davison Miles Scotson（予選のみ）                                    | デンマーク Casper von Folsach · ラーセ・ノーマン・ハンセン · Rasmus Christian Quaade · アレックス・ラスムセン            | ニュージーランド アーロン・ゲイト Pieter Bulling Dylan Kennett Marc Ryan                                                  |
| 2015 | ニュージーランド Pieter Bulling Dylan Kennett Alex Frame Marc Ryan Regan Gough                                                                            | イギリス エド・クランシー スティーヴン・バーク Owain Doull Andrew Tennant                                                | オーストラリア ジャック・ボブリッジ アレクサンダー・エドモンドソン Mitchell Mulhern Miles Scotson                         |
| 2016 | オーストラリア Sam Welsford マイケル・ヘップバーン Callum Scotson Miles Scotson Alexander Porter Luke Davison                                             | イギリス スティーヴン・バーク Jonathan Dibben エド・クランシー Owain Doull ブラッドリー・ウィギンス Andrew Tennant       | デンマーク · ラーセ・ノーマン・ハンセン · Niklas Larsen · Frederik Madsen · Casper von Folsach · Rasmus Quaade            |
| 2017 | オーストラリア Sam Welsford キャメロン・マイヤー Alexander Porter Nick Yallouris Kelland O'Brien Rohan Wight                                              | ニュージーランド Regan Gough Pieter Bulling Dylan Kennett Nicholas Kergozou                                              | イタリア Simone Consonni Liam Bertazzo フィリッポ・ガンナ Francesco Lamon Michele Scartezzini                             |
| 2018 | イギリス エド・クランシー Kian Emadi Ethan Hayter Charlie Tanfield                                                                                        | デンマーク Niklas Larsen · Julius Johansen · Frederik Madsen · Casper von Folsach                                        | イタリア Simone Consonni Liam Bertazzo フィリッポ・ガンナ Francesco Lamon                                                 |
| 2019 | オーストラリア Sam Welsford Kelland O'Brien リー・ハワード Alexander porter Cameron Scott                                                                 | イギリス Ethan Hayter エド・クランシー Kian Emadi Charlie Tanfield Oliver Wood                                           | デンマーク Niklas Larsen · ラーセ・ノーマン・ハンセン · Rasmus Pedersen · Casper von Folsach · Julius Johansen            |
| 2020 | デンマーク · ラーセ・ノーマン・ハンセン · ユリウス・ヨハンセン · フレデリック・マドセン · ラスムス・ピーダスン                                            | ニュージーランド リーガン・ゴフ ジョーダン・カービー アーロン・ゲイト コービン・ストロング キャンベル・スチュワート      | イタリア シモーネ・コンソンニ フィリッポ・ガンナ フランチェスコ・ラモーン ジョナサン・ミラン ミケーレ・スカルテッツィーニ |

※1992年までアマチュア、1993年以降オープン。